# 瓦迪特萊拉特
35°33′N 0°27′W / 35.550°N 0.450°W

瓦迪特萊拉特（阿拉伯语：‎），是阿爾及利亞的城鎮，位於該國西北部，由奧蘭省負責管轄，是瓦迪特萊拉特區的首府，面積84平方公里，2009年人口19,384，人口密度每平方公里230人。